# Federação Portuguesa de Automobilismo e Karting
La Federação Portuguesa de Automobilismo e Karting (FPAK) es una institución portuguesa responsable del reglamento y  organización de los campeonatos y trofeos de automovilismo y de karting, representando a la FIA en Portugal. El inicio de las competiciones organizadas por la federación fue en el año 1956.

## Lista de Campeonatos de la FPAK

### Rally
- Campeonato Nacional de Ralis
- Campeonato de Regional de Ralis
- Campeonato de Ralis FPAK
- Troféu de Ralis Regional Centro
- DS3 R1 Challenge
- Madeira
- Açores

### Todo a Terreno
- Campeonato Nacional de Todo–o–Terreno

### Circuitos
- Campeonato Nacional de Velocidade
- Campeonato de Portugal de Clássicos

### Off-Road
- Campeonato de Off-Road

### Montaña
- Campeonato Nacional de Montanha

### Karting
- Campeonato de Portugal de Karting